# Max Bing
Max Bing (* 15. März 1885 in Dresden; † 7. Februar 1945 in Jauernig) war ein deutscher Schauspieler und Hörspielregisseur.

## Leben
Bing erhielt sein erstes Engagement 1903 am Herzoglichen Hoftheater Meiningen. Danach spielte er unter anderem in Düsseldorf, Wien, Brünn, Stuttgart und Berlin. Während seiner Zeit in Wien wirkte er 1911 in den beiden frühen österreichischen Stummfilmdramen Die Glückspuppe und Der Müller und sein Kind mit. Danach stand er in Deutschland nur noch sporadisch vor der Kamera. Am 10. Oktober 1917 wurde ihm das Charlottenkreuz verliehen.
Von 1927 an konzentrierte er sich auf seine Arbeit als Regisseur und Rezitator bei der zu dieser Zeit bereits in der Reichs-Rundfunk-Gesellschaft integrierten Funk-Stunde Berlin, für die er unter anderem 1930 Die Geschichte vom Franz Biberkopf mit Heinrich George in der Hauptrolle inszenierte, das als eines der ersten vollständig erhaltenen Hörspielproduktionen gilt.
Als 1930 der Kriegsfilm Im Westen nichts Neues in Deutschland uraufgeführt werden sollte, wurde Bing als Regisseur der deutschen Synchronfassung verpflichtet.
Am 1. Oktober 1942 trat Bing ein neues Amt als künstlerischer Leiter der Nachwuchsabteilung der Filmgesellschaft Tobis an.

## Filmografie
- 1911: Die Glückspuppe
- 1911: Der Müller und sein Kind
- 1916: Der rote Streifen
- 1916: Das unheimliche Haus
- 1916: Freitag, der 13. Das unheimliche Haus, 2. Teil
- 1924: Dreiklang der Nacht
- 1939: Die Stimme aus dem Äther
- 1940: Die letzte Runde
- 1941: Immer nur Du
- 1941: Walzer ihres Lebens